# William Hanley Trophy
Die William Hanley Trophy ist eine Auszeichnung der Ontario Hockey League. Sie wird seit Ende der Saison 1974/75 jährlich an den sportlich fairsten Spieler der OHL vergeben. Der Sieger nimmt seit 1990 auch an der Wahl zum CHL Sportsman of the Year teil. Bis 1969 wurde der sportlich fairste Spieler mit der Max Kaminsky Trophy ausgezeichnet. Zwischen 1970 und 1974 gab es keine Auszeichnung für den fairsten Spieler.
Die Auszeichnung wurde nach William Hanley benannt, der 25 Jahre als Funktionär der Ontario Hockey Association tätig war.

## Gewinner
Erläuterungen: Farblich unterlegte Spieler haben im selben Jahr den CHL Sportsman of the Year Award gewonnen.
| Jahr    | Spieler                     | Team                                |
| ------- | --------------------------- | ----------------------------------- |
| 2024/25 | Ilja Protas                 | Windsor Spitfires                   |
| 2023/24 | Jett Luchanko               | Guelph Storm                        |
| 2022/23 | Evan Vierling               | Barrie Colts                        |
| 2021/22 | Wyatt Johnston              | Windsor Spitfires                   |
| 2020/21 | nicht vergeben              | nicht vergeben                      |
| 2019/20 | Nicholas Robertson          | Peterborough Petes                  |
| 2018/19 | Nick Suzuki                 | Owen Sound Attack                   |
| 2017/18 | Nick Suzuki                 | Owen Sound Attack                   |
| 2016/17 | Nick Suzuki                 | Owen Sound Attack                   |
| 2015/16 | Michael Amadio              | North Bay Battalion                 |
| 2014/15 | Dylan Strome                | Erie Otters                         |
| 2013/14 | Connor McDavid              | Erie Otters                         |
| 2012/13 | Tyler Graovac               | Belleville Bulls                    |
| 2011/12 | Brandon Saad                | Saginaw Spirit                      |
| 2010/11 | Jason Akeson                | Kitchener Rangers                   |
| 2009/10 | Ryan Spooner                | Peterborough Petes                  |
| 2008/09 | Cody Hodgson                | Brampton Battalion                  |
| 2007/08 | Nick Spaling                | Kitchener Rangers                   |
| 2006/07 | Tom Pyatt                   | Saginaw Spirit                      |
| 2005/06 | Wojtek Wolski               | Brampton Battalion                  |
| 2004/05 | Jeff Carter                 | Sault Ste. Marie Greyhounds         |
| 2003/04 | André Benoit                | Kitchener Rangers                   |
| 2002/03 | Kyle Wellwood               | Windsor Spitfires                   |
| 2001/02 | Brad Boyes                  | Erie Otters                         |
| 2000/01 | Brad Boyes                  | Erie Otters                         |
| 1999/00 | Mike Zigomanis              | Kingston Frontenacs                 |
| 1998/99 | Brian Campbell              | Ottawa 67’s                         |
| 1997/98 | Matt Bradley                | Kingston Frontenacs                 |
| 1996/97 | Alyn McCauley               | Ottawa 67’s                         |
| 1995/96 | Jeff Williams               | Guelph Storm                        |
| 1994/95 | Witali Jatschmenjow         | North Bay Centennials               |
| 1993/94 | Jason Allison               | London Knights                      |
| 1992/93 | Pat Peake                   | Detroit Junior Red Wings            |
| 1991/92 | John Spoltore               | North Bay Centennials               |
| 1990/91 | Dale Craigwell              | Oshawa Generals                     |
| 1989/90 | Mike Ricci                  | Peterborough Petes                  |
| 1988/89 | Kevin Miehm                 | Oshawa Generals                     |
| 1987/88 | Andrew Cassels              | Ottawa 67’s                         |
| 1986/87 | Scott McCrory Keith Gretzky | Oshawa Generals Hamilton Steelhawks |
| 1985/86 | Jason Lafrenière            | Belleville Bulls                    |
| 1984/85 | Scott Tottle                | Peterborough Petes                  |
| 1983/84 | Kevin Conway                | Kingston Canadians                  |
| 1982/83 | Kirk Muller                 | Guelph Platers                      |
| 1981/82 | Dave Simpson                | London Knights                      |
| 1980/81 | John Goodwin                | Sault Ste. Marie Greyhounds         |
| 1979/80 | Sean Simpson                | Ottawa 67’s                         |
| 1978/79 | Sean Simpson                | Ottawa 67’s                         |
| 1977/78 | Wayne Gretzky               | Sault Ste. Marie Greyhounds         |
| 1976/77 | Dale McCourt                | St. Catharines Fincups              |
| 1975/76 | Dale McCourt                | Hamilton Fincups                    |
| 1974/75 | Doug Jarvis                 | Peterborough Petes                  |